# Строгановка (Павлодарская область)
Строгановка (каз. Строгановка) — упразднённое село в Щербактинском районе Павлодарской области Казахстана. Входило в состав Татьяновского сельского округа. Ликвидировано в ? г.

## История
Село Строгановка основано в 1909 г. русскими крестьянами в Орловской волости.